# Duché de Saint-Simon
Pour les articles homonymes, voir Saint-Simon.
Le duché de Saint-Simon est érigé en janvier 1635 à partir de la seigneurie de Saint-Simon (aujourd'hui dans le département de l'Aisne), des baronnies, vicomtés, terres et seigneuries de Benay, de Clastres, de Pont-Avennes, d'Artran, de Gauchy, d'Ugny-l'Équipée, de Thorigny, de Pontruel, de Savy, de Rumigny, au bénéfice de Claude de Rouvroy de Saint-Simon, comte de Rasse, favori de Louis XIII. 

## Postérité
Claude de Saint-Simon n'a qu'un seul fils, Louis, le futur mémorialiste, qui hérite du duché-pairie en 1693. Louis de Saint-Simon démissionne de la pairie du duché de Saint-Simon en 1723 en faveur de son fils Jacques-Louis, désormais connu comme « duc de Ruffec ». À la mort de celui-ci en 1746, la pairie et le titre de « duc de Ruffec » passent au second fils de Louis de Saint-Simon, Armand-Jean, qui meurt en 1754. La pairie revient alors à son père, qui meurt en 1755. « Personne, après Louis, ne devait devenir duc de Saint-Simon. »

Armes de Claude de Rouvroy, premier duc de Saint Simon. Aux 1 et 4, parti de Vermandois et de Rouvroy; aux 2 et 3, de Haverskerque; sur le tout, de Précy (-sur-Oise).

## Liste des ducs de Saint-Simon

### Ducs et pairsde France (1635-1755)
1. 1635-1693 : Claude de Rouvroy (1607-1693), 1er duc de Saint-Simon.
2. 1693-1755 : Louis de Rouvroy (1675-1755), le mémorialiste, 2e duc de Saint-Simon.
3. 1723-1746 : Jacques Louis de Rouvroy (1698-1746), fils aîné du précédent, vidame de Chartres, pair de France, chevalier de la Toison d'or, 3e duc de Saint-Simon (dit « duc de Ruffec ») en 1723 et 1733, par donation entre vifs. Il meurt en ne laissant qu'une fille : Marie-Christine-Chrétienne, épouse de Charles-Maurice Goyon de Matignon, comte de Valentinois.
4. 1746-1754 : Jean Armand de Rouvroy (1699-1754), frère cadet du précédent, pair de France, comte de Rasse, marquis de Ruffec, grand d'Espagne (1722), 4e duc de Saint-Simon (dit « duc de Ruffec »). Meurt sans postérité, avant son père.

### Titre ducal espagnol (1814-1865)
Au XIXe siècle, deux marquis de Saint-Simon, grands d'Espagne, portent le titre ducal espagnol, qui n'est pas reconnu en France.
1. 1814-1819 : Claude-Anne de Rouvroy (1743-1819), marquis de Saint-Simon[3] et de Montbléru, est député aux États généraux de 1789. Il est créé grand d'Espagne de la première classe par Charles IV en 1803[4],[5]. Il est élevé à la dignité de duc par Ferdinand VII en 1814[6].
2. 1814-1865 : Henri-Jean-Victor de Rouvroy (1782-1865), vicomte de Saint-Simon[7]. Neveu de Claude-Anne, il hérite en janvier ou février 1819 de la grandesse de celui-ci. Le 5 mars, il est créé marquis de Saint-Simon et pair de France. Les documents officiels le désignent dès lors comme « marquis de Saint-Simon »[7], et c'est sous le titre de marquis de Saint-Simon qu'il se fait l'éditeur en 1829 et 1830, puis en 1840 et 1841, des Mémoires de son lointain parent, Louis de Rouvroy, duc de Saint-Simon[8]. En 1842, le généalogiste André Borel d'Hauterive s'étonne de voir Le Moniteur universel, organe officiel, nommer Henri-Jean-Victor « duc de Saint-Simon ». Il se demande si ce n'est pas en tant que grand d'Espagne que le marquis se fait appeler duc en France[9]. Toujours est-il qu'à partir de ce moment-là les documents officiels désignent Henri-Jean-Victor comme « duc de Saint-Simon »[7]. Il est le dernier du nom à porter le titre de duc.